# Васил Станилов
Васил Станилов е български журналист, писател и публицист. Депутат от СДС в XXXVIII народно събрание на България.

## Биография
Васил Павлов Станилов е роден на 14 януари 1933 г. във Варна. Завършва военно училище през 1952 г. и журналистика в Софийския университет през 1958 г.
Редактор в „Предавания за чужбина“ на Радио София (за Гърция), вестник „Стършел“ (1961 – 1967), Радио София (1967 – 1969), ФОРЕК (1971 – 1972), вестник „Знаме на мира“ (1982 – 1984), вестник „Софийски вести“ (1990).
Работи и като драматург на Музикалния театър (1973 – 1986) и директор на Драматичния театър в Шумен.
През декември 1989 г. на масови митинги и шествия са отправени искания за премахване на члена от конституцията, определящ ръководната роля на БКП. На 15 декември Станилов обявява безсрочна гладна стачка. Към него се присъединяват десетки хора на изкуството и интелектуалци и в резултат на натиска чл. 1 е отменен с 10 дни по-рано от обявеното на 15 януари 1990 г. и започват разговорите около Кръглата маса..
Главен редактор на вестник „Анти“ от 1991 г. и директор на издателска къща „Иван Вазов“.
Автор на книги, сценарии, пиеси и либрета.
Според данните на Комисията по досиетата е бил нещатен сътрудник на 1-во ГУ на ДС от 11. 5. 1968 г. до 4. 11. 1969 г. Секретен сътрудник "Хермес". Водещ офицер - ст. лейт. Тодор Костов Тодоров; полк. Георги Стоянов Касабов към Първо главно управление-ДС, 10 отдел. Декласифициран с Р Е Ш Е Н И Е № 111/ 17.02.2010 г. Има собственоръчно написани агентурни донесения, събирал сведения за етническа принадлежност на български граждани. 

## Награди и отличия
- Орден „Кирил и Методий“ I степен.